# Mini (popolo)
Secondo la mitologia greca, i Mini (in greco Μινύες, Minyes) furono un gruppo autoctono abitante la regione egea. Tuttavia, l'estensione con cui la preistoria del mondo egeo viene riflessa nei resoconti letterari di popoli leggendari è soggetta a ripetute revisioni.
I Micenei (ossia i primi Greci) raggiunsero Creta nel 1450 a.C. ca., mentre la presenza greca sul continente viene fatta risalire al 1600 a.C., ammesso che la cultura materiale possa essere collegata all'appartenenza etno-linguistica. Altri aspetti del periodo "minio" sembrano arrivare da Grecia settentrionale e Balcani (tombe a tumulo, asce in pietra perforate). Secondo gli scavi archeologici di John L. Caskey condotti negli anni 1950, la prova è emersa collegando i proto-greci ai portatori della cultura "minia" (o del Medio Elladico).

## Utilizzo del termine

### Nella terminologia archeologica
Prima della seconda guerra mondiale, gli archeologi talvolta applicarono il termine "Mini" in modo diverso, per indicare la prima vera ondata di popoli parlanti il protogreco nel II millennio a.C., tra le culture dell'antica età del bronzo, talvolta identificate con l'inizio della cultura del Medio Elladico. La "ceramica minia" grigia è un termine usato dagli archeologi per un particolare stile di ceramica egea associata con il periodo Medio Elladico (2100–1550 a.C. ca.). Di conseguenza l'inizio del Medio Elladico sarebbe contrassegnato dalla immigrazione di questi "Mini". Secondo Emily Vermeule, questa fu la prima ondata di veri Elleni in Grecia. Più recentemente, comunque, gli archeologi e paletnologi trovano il termine "Minyes" discutibile: "chiamare i marcatori della ceramica minia loro stessi 'Mini' è biasimevole", sottolineava F. H. Stubbings. Nel 1974 F. J. Tritsch affermava: "Derivare i nomi degli stili della ceramica dagli etnici è una delle abitudini più deplorevoli in archeologia" e "Noi parliamo animatamente dei 'Mini' quando vogliamo indicare una popolazione che usa ceramica che noi chiamiamo 'minia'", sebbene la sua affermazione che i Greci stessi non menzionarono mai i Mini come tribù o popolo sia in realtà errata.

### Nella Grecia classica
I Greci non sempre chiaramente distinguevano i Mini dalle culture pelasgiche che li avevano preceduti. I mitografi greci danno ai Mini un fondatore eponimo, Minia, forse tanto leggendario quanto Pelasgo (il padre fondatore dei pelasgi), i quali furono la più vasta categoria di popoli egei pre-greci. Questi Mini vennero associati con la Orcomeno beotica, come quando Pausania riferisce che "Teo era solita essere abitata dai Mini di Orcomeno, i quali vi arrivarono con Atamante" e potrebbe avere rappresentato una dinastia governante o una tribù più tardi localizzata in Beozia.
Erodoto asserisce molte volte che in un lontano passato i Pelasgi dimoravano con gli Ateniesi in Attica, e che poi, scacciati dall'Attica, a loro volta scacciarono i Mini da Lemno. Secondo quanto riferito da Erodoto, Storie IV, 145-149, i Mini scacciati da Lemno si sarebbero rifugiati sul monte Taigeto presso Sparta, presentandosi agli Spartani come discendenti degli Argonauti e delle donne di Lemno, e asserendo di essere giunti nel Peloponneso in quanto terra dei loro padri. Dopo un primo periodo di convivenza pacifica e matrimoni tra i due popoli, i Mini iniziarono a prevaricare e furono perciò incarcerati dagli Spartani, venendo però liberati con uno stratagemma dalle proprie mogli. Rifugiatisi nuovamente sul Taigeto, in seguito parte di loro si stabilì in Trifilia, parte fu soccorsa dallo spartano Theras, che guidò l'insediamento dell'isola che poi prese il nome da lui.
Eracle, l'eroe le cui imprese celebrano sempre il trionfo del nuovo ordine olimpico sulle tradizioni precedenti, venne a Tebe, una delle antiche città micenee della Grecia, e trovò Greci che pagavano un tributo di 100 capi di bestiame (ecatombe) ogni anno a Ergino, re dei Mini. Eracle attaccò un gruppo di emissari mandati dai Mini, tagliando loro orecchie, nasi e mani, che legò intorno al collo degli emissari dicendo loro di prendere quei tributi da mandare a Ergino. Questi fece guerra a Tebe, ma Eracle, con i suoi compagni tebani, dopo averli armati con le armi consacrate nel tempio, sconfisse i Mini, uccidendo il loro re Ergino. I Mini furono così costretti a pagare il doppio del precedente tributo che era stato prima riservato ai Tebani. Ad Eracle venne attribuito anche l'incendio del palazzo di Orcomeno: "Allora apparendo di sorpresa prima che gli abitanti di Orcomeno se ne accorgessero, sgaiottolò via attraverso l'ingresso, bruciando il palazzo dei Mini e radendo al suolo la città".
Gli Argonauti sono talvolta appellati "Mini" poiché la madre di Giasone discendeva da quella stirpe, e molti suoi cugini si unirono nell'avventura. I Mini sono citati anche nell'Iliade tra i popoli alleati degli Achei.

## Archeologia
Quando John L. Caskey della Scuola Americana per gli Studi Classici ad Atene delineò i risultati dei suoi scavi a Lerna dal 1952 fino al 1958, egli precisò che le peculiarità della cultura del Medio Elladico (vale a dire la ceramica minia grigia e il veloce tornio da vasaio) potessero trarre origine dall'Antico Elladico III. Caskey dichiarò che Lerna (insieme agli insediamenti a Tirinto, Asine nell'Argolide, Agios Kosmas vicino ad Atene, e forse Corinto) fosse stata distrutta alla fine dell'Antico Elladico II, e suggerì che gli invasori degli insediamenti dell'Antico Elladico II possano essere i greci che parlavano un prototipo della successiva lingua greca. Tuttavia, c'è l'attestazione della distruzione alla fine dell'Antico Elladico III a Korakou (vicino a Corinto) e a Eutresis in Beozia. Nonostante ciò, Caskey asse che le popolazioni del Medio Elladico fossero gli antenati diretti dei micenei e, più tardi, dei greci.
Gli studiosi hanno contestato la proposta di Caskey riguardo al fatto che invasori indoeuropei (proto-greci) distruggessero gli insediamenti dell'Antico Elladico II in Grecia. In realtà gli strati di distruzione che Caskey trovò a Lerna e a Tirinto furono attribuiti ad incendi. Inoltre, ci sono indicazioni riguardo alla cultura dell'Antico Elladico II, alla quale succede direttamente quella dell'Antico Elladico III. Nell'insieme, ciò indica che i progenitori e fondatori della cosiddetta "cultura minia", come definita archeologicamente, fossero un gruppo preellenico.